# Дни радио
«Дни радио» (англ. Radio Days, другие варианты — «Радиодни», «Эпоха радио») — кинофильм режиссёра Вуди Аллена, вышедший на экраны в 1987 году.

## Сюжет
Название фильма связано со временем, когда происходит действие, — 1930-е и 1940-е годы. Тогда телевидение в США ещё не было развито, поэтому радио, не испытывая конкуренции, переживало эпоху своего расцвета. О том времени, когда он был ещё ребёнком, и о связанных с радио забавных историях, Вуди Аллен и рассказывает в своём автобиографическом фильме.

## В ролях
- Миа Фэрроу — Салли Уайт
- Джулия Кавнер — мать
- Майкл Такер — отец
- Сет Грин — Джо
- Джош Мостел — дядя Эйб
- Дайан Уист — тётя Би
- Джули Курнитц — Айрин
- Рене Липпин — Сил
- Джой Ньюман — Рути
- Уоллес Шон — мститель в маске
- Даниэль Ферланд — ребёнок-звезда
- Дэнни Айелло — Рокко
- Дайан Китон — певица на новогодней вечеринке
- Вуди Аллен — рассказчик

## Награды и номинации
- 1988 — две номинации на премию «Оскар»: за лучший оригинальный сценарий (Вуди Аллен) и за лучшую работу художников и декораторов (Санто Локасто, Кэрол Джоффе, Лесли Блум, Джордж ДеТитта мл.).
- 1988 — две премии BAFTA: лучшая работа художника (Санто Локасто) и лучшие костюмы (Джеффри Керланд). Также лента была выдвинута на премию в 5 других номинациях: лучший фильм (Роберт Гринхат, Вуди Аллен), лучший оригинальный сценарий (Вуди Аллен), лучшая актриса второго плана (Дайан Уист), лучший монтаж (Сьюзан Морс), лучший звук (Роберт Хайн, Джеймс Сабат, Ли Дихтер).
- 1988 — номинация на премию Гильдии сценаристов США за лучший оригинальный сценарий (Вуди Аллен).